# Damian Popiel
Damian Popiel (ur. 11 czerwca 1992) – polski judoka.
Były zawodnik KS Gwardia Łódź (2005-2015). Brązowy medalista mistrzostw Polski seniorów 2009 w kategorii do 60 kg. Ponadto m.in. srebrny medalista otwartych młodzieżowych mistrzostw Polski 2011 i brązowy medalista młodzieżowych mistrzostw Polski 2014 w kategorii do 66 kg.